# Conquest (гурт)
«Conquest» — український англомовний павер-метал гурт заснований у Харкові 1996 року.

## Історія
«CONQUEST» був створений в 1996 році в Харкові, як студійний соло-проект гітариста W.Angel і вдавав із себе класичний хард-рок з сильним впливом «Def Leppard». До кінця 1997 року був набраний живий склад і вже 7 січня 1998 року був даний перший концерт. У 1998 році гурт відіграв багато концертів, серед яких «розігрів» легенди російської рок-сцени — гурту «Арія». Після декількох змін у складі гурт взяв курс на більш тяжкий і швидкий напрямок рок-музики — Euro power metal. Перший альбом гурту виданий російським лейблом Irond Rec. був витриманий саме в цьому стилі. Другий альбом «Frozen Sky» був випущений незалежним українським лейблом «Musical Hall Distribution» і містив у собі не тільки енергію і міць попереднього альбому, але і мелодійні вокальні партії. Виконуючи пісні з двох перших альбомів, гурт CONQUEST став одним з найвідоміших і актуальніших метал-гуртів України.
На початку 2000-х тривали зміни складу і влітку 2004 року гурт тимчасово припинив діяльність. Через кілька тижнів колектив відновлено за участю нових музикантів. Упродовж весни-літа 2005 року записано другий альбом — «Frozen Sky». У вересні 2005 року група підписала контракт з лейблом Musical Hall Distribution і в грудні того ж року альбом було видано. Гурт продовжував змінювати склад, їздив з концертами та брав участь у фестивалях. На початку березня 2007 лейбл Musical Hall Distribution перевидав перший альбом «Endless Power». Було змінено дизайн та включено бонус-трек — власну версію пісні Володимира Івасюка «Червона рута».
Протягом 2008 року гурт зіграв багато досить значущих для нього концертів — спільний концерт з групою «Епідемія» в Одесі, участь у найбільшому на той момент байк-фестивалі в країні — «Goblin Show», де CONQUEST був хедлайнером одного з днів, участь у міжнародному фестивалі «Pro Rock», в якому брав участь «Rage», а також гурт був запрошений на два концерти до Польщі, у Варшаву і Краків, де брав участь у турових виступах шведського гурту «Sabaton». Навесні 2009 року гурт брав участь у виступі норвезького гурту «Sirenia». Наступний альбом під назвою «Empire» вийшов восени на російському лейблі «Metalism Records». 13 січня 2010 гурт представив широкій громадськості новий інтернет-сингл «Be My Light». На початку 2011 року гурт приймає рішення змінити назву на «W. Angel's Conquest». З березня по листопад 2011 року група щільно працювала над альбомом «IV», який у грудні того ж року побачив світ завдяки старанням лейблів «Quarter Century Flame» (японський підрозділ Warner Music) та «Metalism Records», в Японії та СНД відповідно. Влітку 2012 року гурт запрошує на роль вільного вокаліста одного з видатних співаків України Костянтина «Laars» Науменко. Влітку 2015 року з допомогою європейського лейбла FERRRUM був випущений альбом «Taste Of Life», досить тепло прийнятий фанатами і пресою.
Протягом 2016 група переживала досить важкий період. І ось на початку 2017 року колектив знайшов стабільний склад, з яким почав вести активну концертну діяльність і в даний момент веде роботу зі створення нового матеріалу.

## Учасники
- W.Angel — гітара, вокал;
- Benedict Ambersson — гітара, бек вокал;
- Xandr Fender — бас, бек вокал;
- Val Trunker — ударні;

## Дискографія

### Демо, EP та компіляції
- 2010 — Be My Light (сингл)
- 2012 — Few Moments of Our Life (компіляція)
- 2017 — WE Will Rise Again(сингл)

### Альбоми
- 2001 — Endless Power;
- 2005 — Frozen Sky;
- 2009 — Empire;
- 2011 — IV;
- 2015 — Taste of Life